# Mitsubishi Eclipse Cross
Mitsubishi Eclipse Cross (укр. Міцубісі Екліпс Кросс) — компактний кросовер японської компанії Mitsubishi, що дебютував на автосалоні в Женеві 7 березня 2017 року. Випуск моделі почався у жовтні 2017 року.
Продажі почнуться на європейському ринку, пізніше — в Японії, США і Австралії.
Ім'я Eclipse перейшло моделі від спорт-купе, що випускалося компанією Міцубісі Моторс в 1989—2011 роках.

## Опис

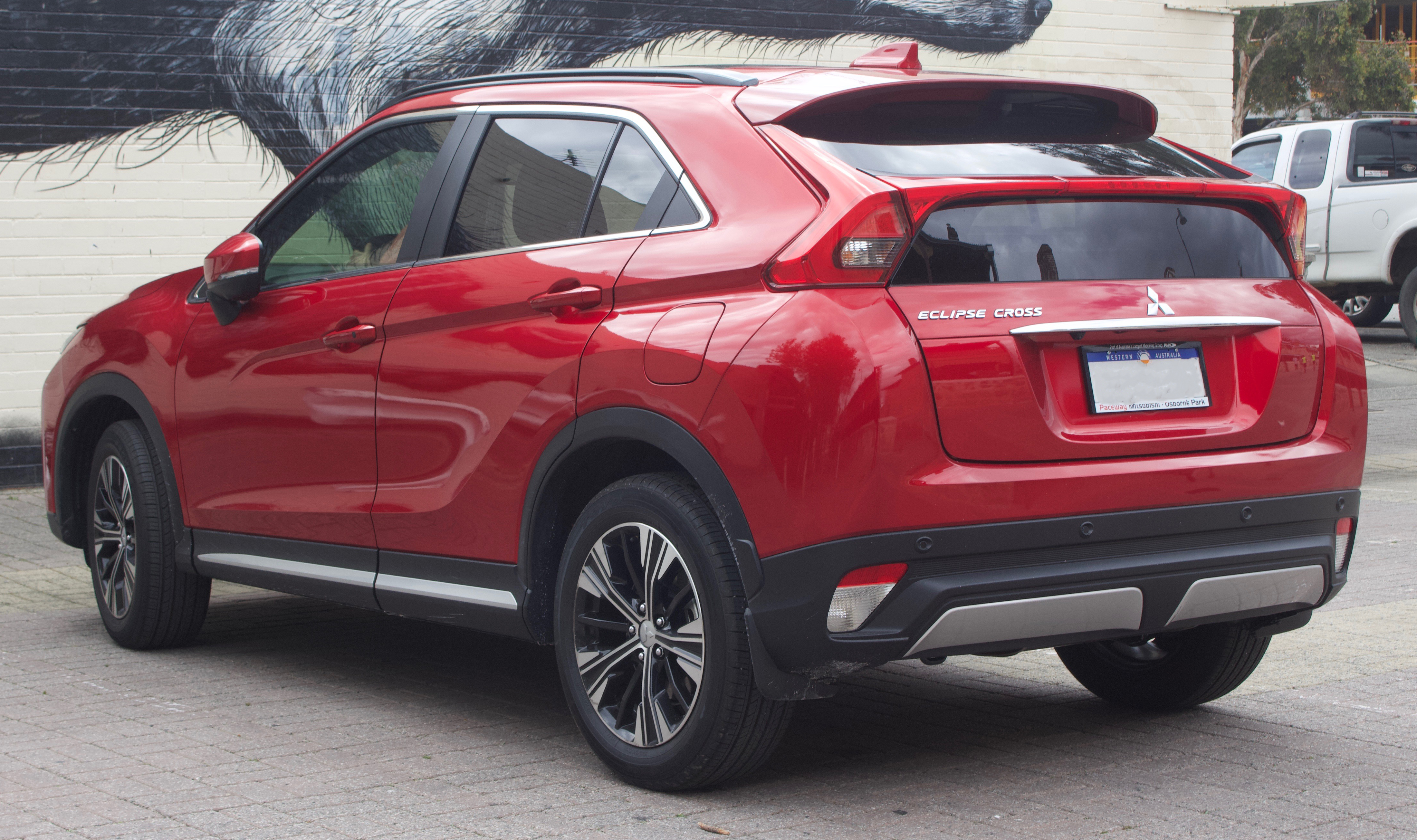
Mitsubishi Eclipse Cross (2017—2021)

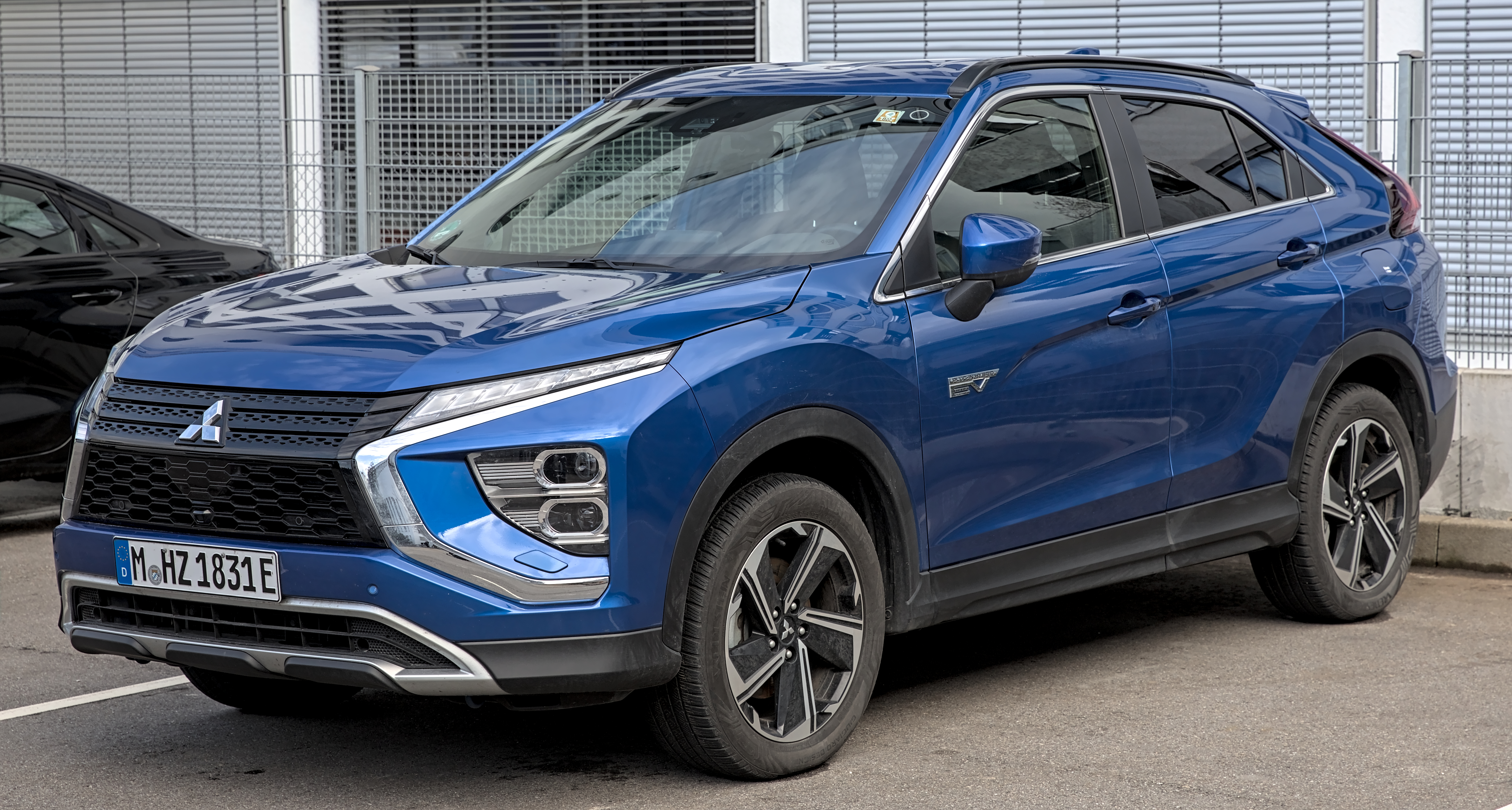
Mitsubishi Eclipse Cross PHEV (з 2021)

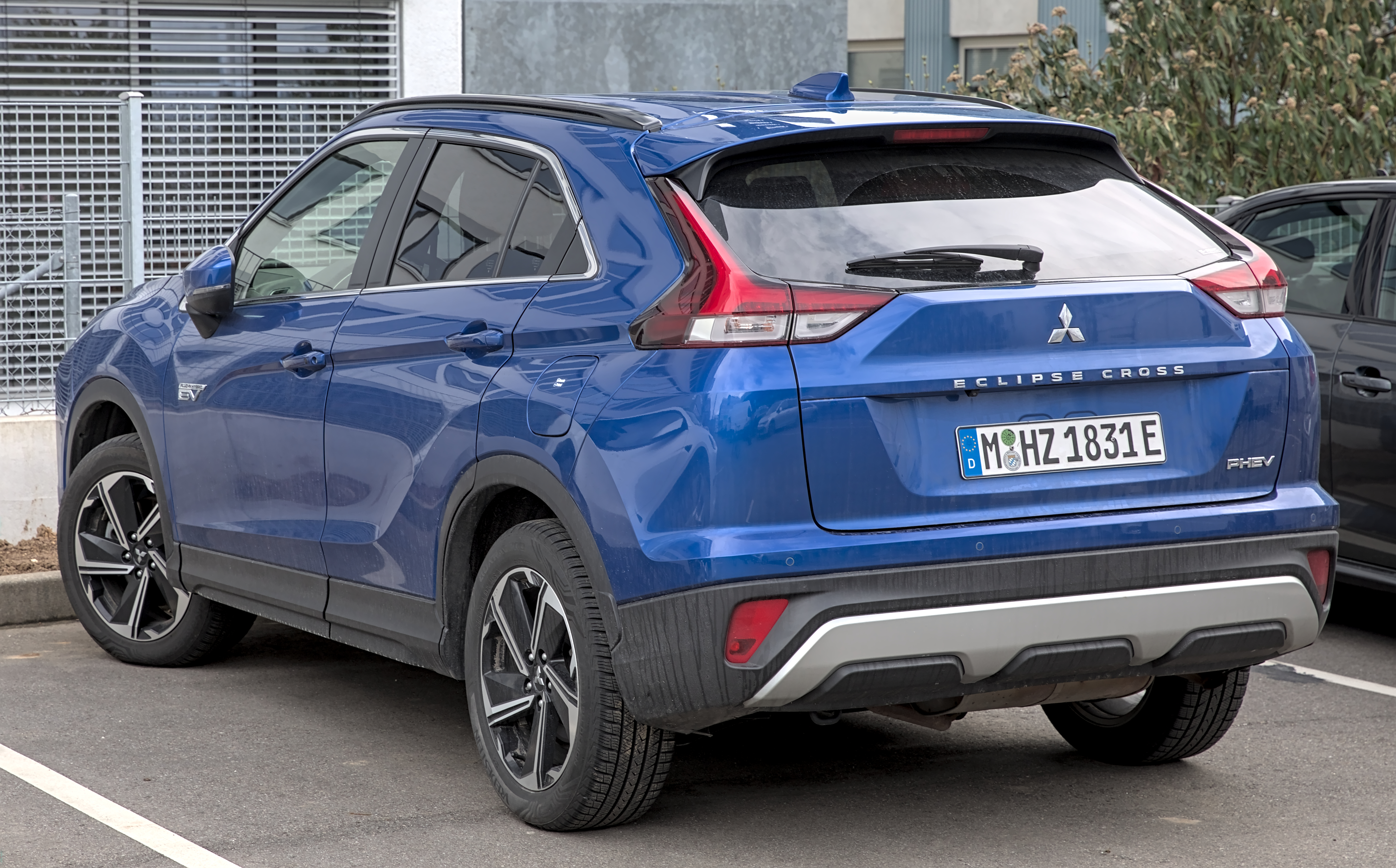
Mitsubishi Eclipse Cross PHEV (з 2021)

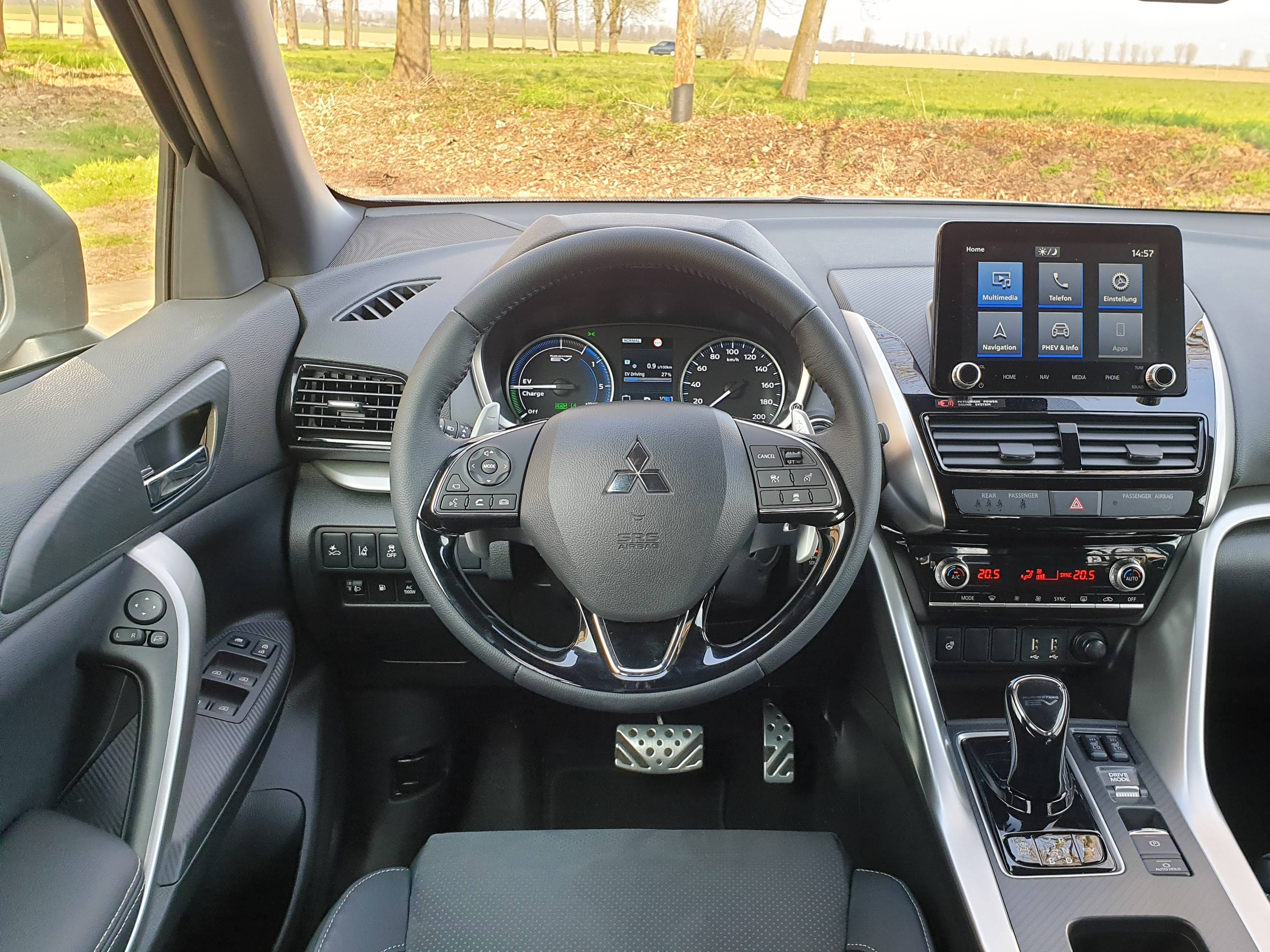
Салон

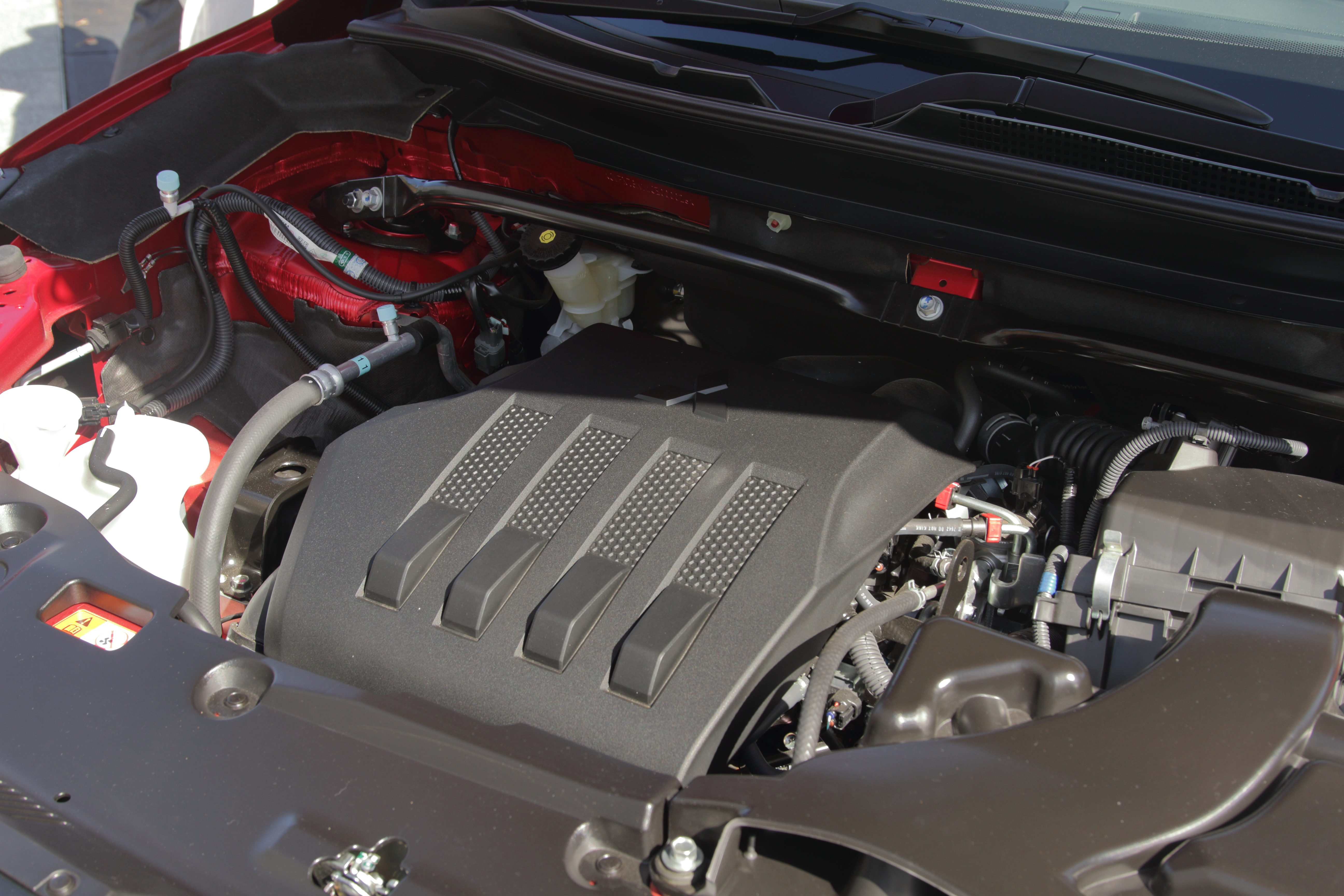
Mitusbishi 1.5 л turbo 4B40

Зовні автомобіль подібний на концепт-кари Mitsubishi Concept XR-PHEV 2013 року та Mitsubishi Concept XR-PHEV ІІ 2015 року.
Як і Mitsubishi ASX та Mitsubishi Outlander автомобіль Eclipse Cross збудовано на платформі Mitsubishi GS.
Базовим стане новий бензиновий турбомотор 1.5 л 4B40 з безпосереднім уприскуванням, який, розвиває 163 к.с. при 5500 об/хв та 250 Нм при 1800–4500 об/хв. Такий кросовер оснащений варіатором Jatco CVT8 (код JF016E) з вісьмома фіксованими передачами і спортивним режимом. Є модифікація з турбодизелем 2.2 л DI-D з системою Common rail потужністю 150 к.с. та 400 Нм і традиційним восьмиступінчастим «автоматом». В майбутньому буде і версія Plug-In Hybrid.
Підвіска незалежна, зі стійками McPherson спереду і багатоважільна, встановлена на підрамнику ззаду.
Система повного приводу реалізована через електронно-керовану муфту, яка в міру необхідності підключає задні колеса. Система управління повним приводом Super All-Wheel Control (S-AWC) без моноприводного режиму та примусового блокування, але має підсистему контролю за розподілом моменту, яка задіює вибіркове пригальмовування коліс для підтримки курсової стійкості. Компанія позиціонує повний привід кросовера як спадщину трансмісії легендарного Lancer Evolution, хоча, вона значно простіша.
У русі момент на колесах задньої осі Eclipse Cross є завжди. Водій може вибирати з трьох режимів роботи: автоматичний, гравій і сніг. У першому пріоритет в тязі віддається на передню вісь. Залежно від кута повороту керма і ступеня натискання педалі газу він залишає від 80 до 55 % на передній осі і від 20 до 45 % — на задній. У режимі «гравій» вилка моменту кілька зміщена на користь заднього приводу. Спереду тяга змінюється в діапазоні від 80 до 45 %, ззаду від 20 до 55 %. Тобто, в деяких режимах більше крутного моменту буде якраз на задній осі, що знизить недостатню обертальність. Для слизьких покриттів передбачений режим «сніг». У ньому перерозподіл тяги з найбільшими відмінностями. Передня вісь працює в діапазоні 70/40%, задня 30/60%. Тут більше газу в повороті, більше моменту на задній осі, більша надлишкова обертальність.
Кліренс кросовера 180 мм, кут в'їзду тут 18,8°, з'їзду — 29,6°, кут рампи — 18°.
У салоні багатофункціональний 7-дюймовий дисплей, є камери кругового огляду. Активна безпека доповнена системою попередження про виїзд з смуги і автоматичним гальмуванням. Наявний проєкційний дисплей, який встановлюється вперше на автомобілях Mitsubishi. Є додатки Apple CarPlay і Android Auto.

### Оновлення 2021 року
У жовтні 2020 року було представлено оновлену модель, що мала надійти в продаж протягом 2021 року.
Зміни в основному відбулись на затемненій решітці радіатора та новому захисті переднього бампера. Найбільш функціональне оновлення оновленого Eclipse Cross знаходиться ззаду — перероблене заднє скло та двері багажника, які забезпечують покращений огляд.
В салоні медійна система отримала 8-дюймовий екран медійної системи.
У Mitsubishi також заявили, що представлять гібридний варіант (PHEV) на деяких ринках.
Mitsubishi зробила стандартним повний привід Super All-Wheel Control для усіх версій Eclipse Cross 2023 року.

## Двигуни
- 1.5 L 4B40 I4-T 150 к.с. при 5500 об/хв, 240 Нм при 2000–4500 об/хв
- 1.5 L 4B40 I4-T 163 к.с. при 5500 об/хв, 250 Нм при 1800–4500 об/хв
- 2.0 L 4B11 I4 150 к.с., 198 Нм
- 2.4 L 4B12 I4 188 к.с. (PHEV GL3W, з 2021)
- 2.2 L 4N14 I4-T (diesel) 148 к.с. при 3500 об/хв, 388 Нм при 2000 об/хв (GK9W)

## Виробництво
| рік  | вироблено | вироблено |
| рік  | Японія    | Китай     |
| ---- | --------- | --------- |
| 2017 | 48,526    | -         |
| 2018 | 102,690   | 15,559    |

(Джерела: Facts & Figures 2018 [Архівовано 21 червня 2020 у Wayback Machine.], Facts & Figures 2019 [Архівовано 21 червня 2020 у Wayback Machine.], Mitsubishi Motors website)

## Продажі
| рік  | Японія | США    | Європа | Австралія | Китай  | Мексика |
| ---- | ------ | ------ | ------ | --------- | ------ | ------- |
| 2017 |        |        | 674    |           |        |         |
| 2018 | 11,592 | 9,485  | 26,754 | 7,521     | 5,738  |         |
| 2019 | 7,758  | 19,661 | 27,110 | 6,998     | 26,512 | 923     |
| 2020 | 5,374  | 10,319 | 13,772 | 4,517     | 7,569  | 270     |
| 2021 | 8,882  | 8,947  | 13,716 | 6,132     | 4,144  | 28      |
| 2022 |        | 10,718 |        |           |        |         |